# Plagiothecium helveticum
Plagiothecium helveticum là một loài rêu trong họ Plagiotheciaceae. Loài này được Jedl. mô tả khoa học đầu tiên năm 1950.
Danh pháp khoa học của loài này chưa được làm sáng tỏ. 